# یوری تساپنکو
یوری تساپنکو (روسی: Юрий Яковлевич Цапенко؛ ۲۵ ژوئیهٔ ۱۹۳۸ – ۲۲ ژوئیهٔ ۲۰۱۲) ژیمناست هنری اهل اتحاد جماهیر شوروی سوسیالیستی بود.
وی در مسابقات کشوری و بین‌المللی در مجموع برندهٔ ۱ مدال نقره، ۱ مدال برنز شده‌است.